# José Enrique Varela
Pour les articles homonymes, voir Varela.
José Enrique Varela Iglesias (né en 1891 à San Fernando, Cadix - mort en 1951 à Tétouan, dans la région du Tanja au nord du Maroc) était un général de l'armée nationaliste espagnole.

## Biographie
José Enrique Varela a toujours été militaire carliste : il fera libérer l'Alcázar de Tolede après avoir remplacé le colonel Yagüe qui avait refusé cette tâche. 
En 1936, il crée le terme cinquième colonne, pour désigner les nationalistes cachés dans Madrid, la capitale espagnole qui est aux mains des républicains. 
Entre 1939 et 1942, il est nommé ministre de l'Armée. C'est sous son mandat dans ce ministère que se produiront les événements de Begoña, des confrontations entre phalangistes et carlistes.
Il termine sa carrière en tant que Haut-commissaire du Maroc espagnol de 1945 jusqu'à sa mort en 1951.